# Hans Baron (Sänger)
Hans Baron (* 3. Juni 1880 in Berlin; † 1971) war ein deutscher Opernsänger (Tenor).

## Leben
Baron war Tenor am Opernhaus in Breslau bis zur Entlassung jüdischer Künstler durch die Nationalsozialisten. Danach brachte er seine Familie mit Gesangsunterricht, als Synagogen-Chasan und Friedhofssänger durch. Er war verheiratet, aus der Ehe ging eine Tochter hervor. Die Familie Baron floh aus Breslau nach Kriegsende nach Augsburg. Dort unterstützte Hans Baron die Familie weiter, indem er eine Milchbar eröffnete. 1971 starb er 91-jährig in Augsburg. Baron sang in Breslau u. a. die Rolle des Mime in Richard Wagners Ring und die des Steuermanns im Fliegenden Holländer.